# Carmen vuelve a casa
Carmen vuelve a casa (カルメン故郷に帰る Karumen kokyō ni kaeru?) es una película de comedia japonesa de 1951 dirigida y escrita por Keisuke Kinoshita y protagonizada por Hideko Takamine y Chishū Ryū, en los papeles principales. Es el primer largometraje en color de Japón.

## Sinopsis
Debido a la renovación del local de Tokio donde trabaja, Okin, cuyo nombre artístico es Lily Carmen, y su amiga Maya, que está enamorada, deciden visitar su pequeño pueblo rural de Nagano. El padre de Carmen, que nunca aprobó que dejara a la familia, es muy crítico con su regreso, pero la mayoría de los habitantes del pueblo sienten curiosidad por la estrella de la gran ciudad, incluido el director de la escuela, que se siente honrado por la presencia de una artista tan destacada.
Resulta que el «arte» de Carmen es un popular número de estriptis, que está a punto de realizar en un espectáculo organizado por el magnate local Maruju. Mientras que algunos de los habitantes más conservadores del pueblo ven la moralidad en juego, otros justifican el comportamiento excéntrico de Carmen con el hecho de que «Okin está loca porque una vaca la pateó cuando era niña». Después de realizar su espectáculo, Okin y Maya, que se enamora de nuevo del joven maestro Ogawa, regresan a la gran ciudad. Maruju renuncia a su parte de las ganancias del espectáculo y el padre de Okin entrega el dinero al director, quien promete usarlo para brindarles a todos una educación artística.

## Elenco

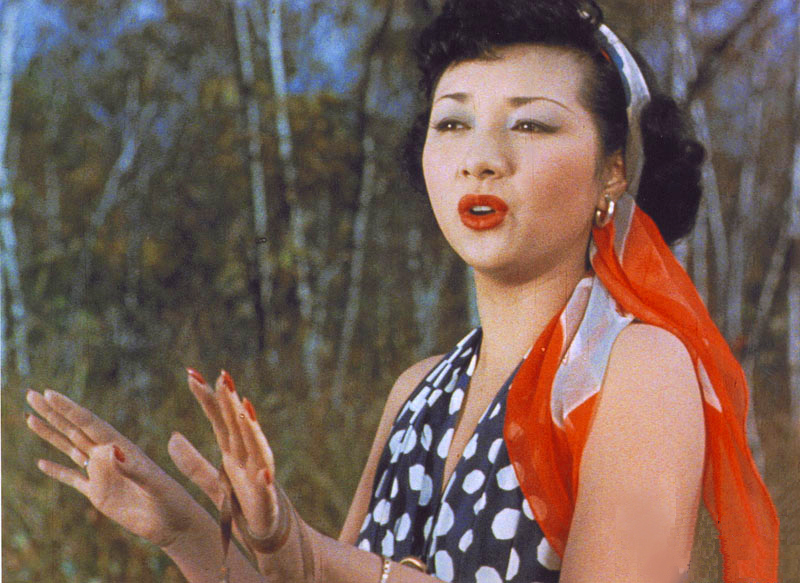
Hideko Takamine como Carmen

- Hideko Takamine como Kin (Okin) Aoyama, más conocida como Lily Carmen
- Shūji Sano como el músico ciego Haruo Taguchi
- Chishū Ryū como el director de la escuela
- Kuniko Igawa como Mitsuko, la esposa de Haruo
- Takeshi Sakamoto como Shoichi, el padre de Kinr
- Bontarō Miyake como Maruju, el magnate
- Keiji Sada como Sr. Ogawa, el profesor de escuala
- Toshiko Kobayashi como Maya Akemi
- Kōji Mitsui como Oka, el asistente de Maruju
- Yūko Mochizuki como Yuki Aoyama, la hermana de Kin
- Yoshito Yamaji como un joven del pueblo
- Akio Isono como Ichiro Aoyama
- Kiyoshi Koike como Naokichi Aoyama
- Isao Shirosawa como Kiyoshi Taguchi

## Producción
Filmada usando Fujicolor, fue la primera película en color de producción nacional japonesa. Sin embargo, como medida de precaución y debido a los costes de impresión, también se filmó una versión en blanco y negro, por lo que los actores y actrices tuvieron que volver a interpretar todas las escenas. Debido a la cantidad de tiempo que implicaba producir una copia, la mayoría de los cines proyectaron la versión en blanco y negro.
A está película le siguió una secuela, Carmen se enamora (1952), filmada íntegramente en blanco y negro, que el historiador de cine Alexander Jacoby calificó de «sátira inquietante y algo misantrópica» en contraste con el «humor tierno» de su predecesora. Donald Richie tenía una opinión diferente: aunque calificó a Carmen vuelve a casa como una «de las mejores comedias», vio a su sucesora como «la mayor [sátira] hecha en Japón».

## Premios
- 1952:  premio de cine Mainichi al mejor guion para Keisuke Kinoshita[8]

## Legado
IMAGICA realizó una restauración digital de la película con el apoyo de la Fundación Japón utilizando una copia en color internegativa realizada por Shochiku en 1975.  La película restaurada se estrenó en el Festival de Cine de Venecia de 2012.
El cineasta Akira Kurosawa mencionó a Carmen vuelve a casa como una de sus 100 películas favoritas.